# T-1松鴉鷹教練機
T-1松鴉鷹教練機（英語：Jayhawk)是美國空軍的雙引擎高級教練機，T-1A主要為訓練運輸機以及加油機的學生。而T-400是航空自衛隊使用的類似版本。

## 發展

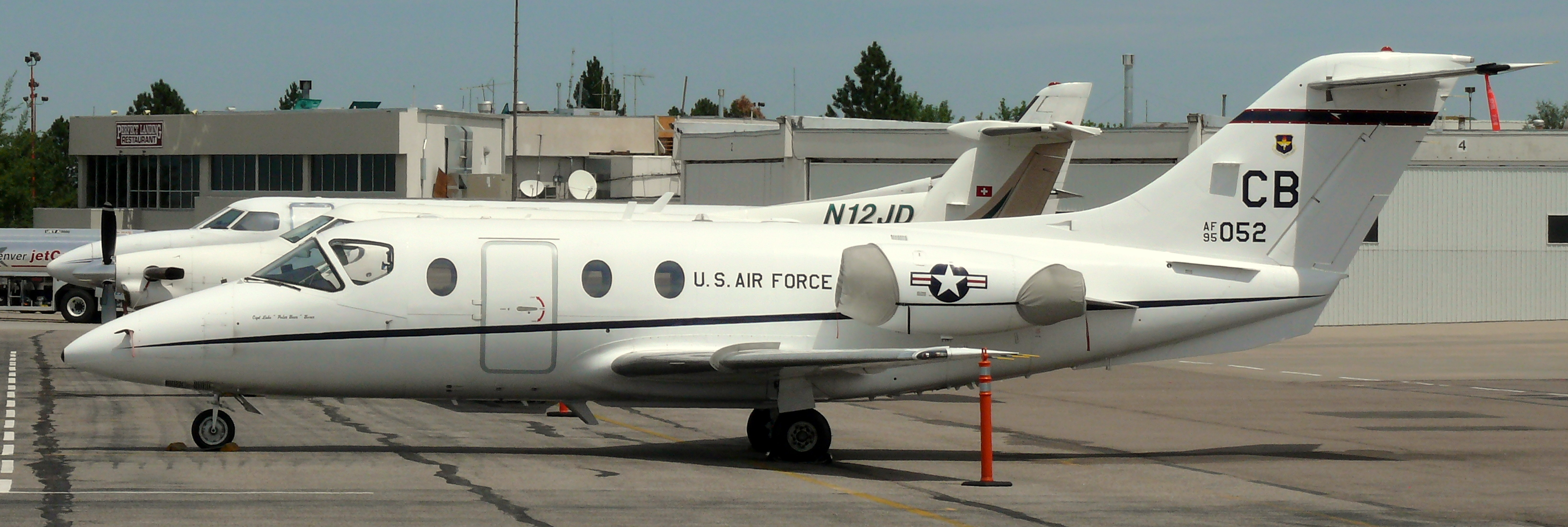
一架停放於百年紀念機場的T-1A

T-1A松鴉鷹是一款中程雙引擎噴射教練機，主要提供空軍聯合專業本科飛行員培訓的高級階段培訓，駕駛的學生將於未來駕駛戰略/戰術運輸機或加油機。同時，該機也培訓戰鬥系統軍官在高空和低空的飛行程序
T-1原本也取代海軍/海軍陸戰隊原先使用的T-39佩刀教練機，直到2010年空軍和海軍訓練體系分開，而海軍體系則持續使用T-39並等待取代的新機型。
T-1A與商用版本的差異在於增強的結構，並能在短時間內持續著陸，同時具有增強的防鳥擊能力和額外的機身油箱。豪客比奇於1992年至1997年間總共交付了180架T-1教練機。第一架T-1A於1992年1月交付到德克薩斯州里斯空軍基地，並於1993年開始服役。
而霍克400的另一款軍用型號則是日本航空自衛隊的T-400教練機，該機與T-1A擁有相同的型號證書。

## 參考

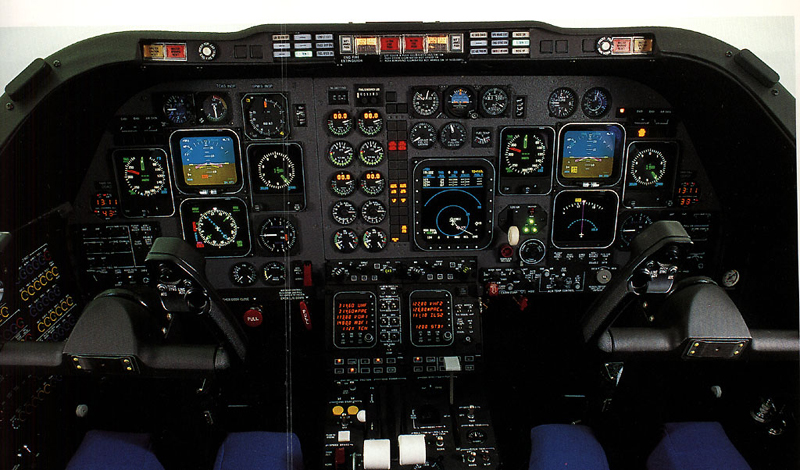
T-1A駕駛儀

## 型號

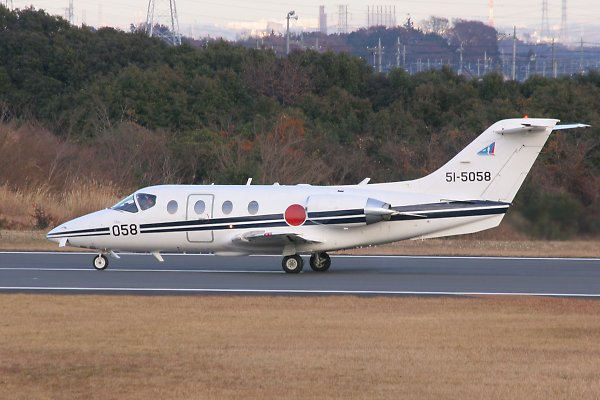
位於入間基地的T-400

T-1A
美國空軍的教練機，共180架
T-400
日本航空自衛隊版本的T-1A，13架

### 書目
- Jackson, Paul (编). . Coulsdon, UK: Jane's Information Group. 2003. ISBN 0-7106-2537-5.
- Lambert, Mark (编). . Coulsdon, UK: Jane's Data Division. 1993. ISBN 0-7106-1066-1.

### 相關閱讀
- Wetzel, Gary. . Air International. Vol. 80 no. 3. March 2011: 64–69. ISSN 0306-5634.

## 外部連結
- . Aviation Week & Space Technology. Mar 3, 2017  [2024-04-30]. （原始内容存档于2018-09-28）.